# СДП (дизель-поезд)
СДП (Служебный дизель-поезд) — серия дизель-поездов производства Людиновского тепловозостроительного завода.

## Общие сведения

### Назначение
Дизель-поезд предназначен для доставки на перегоны к местам работы работников служб пути и энергоснабжения, грузов, экстренной доставки пассажиров.

### Модификации и составность
Существует четыре модификации служебных дизель-поездов, которые позволяют формировать состав поезда в зависимости от условий эксплуатации: количества перевозимых работников или пассажиров, количества материалов верхнего строения пути, помещенного на платформе или полувагоне, и других. В зависимости от модификации, дизель-поезд формируется из:
- СДП1 — автомотрисы АС4А и вагона ВС4А с кабиной управления (пассажировместимость 226 чел.);
- СДП2 — двух автомотрис АС4А (пассажировместимость 192 чел.);
- СДПЗ — двух автомотрис АС4А и вагона ВС4 (пассажировместимость 347 чел.);
- СДП4 — двух автомотрис АС4А и двух вагонов ВС4 (пассажировместимость 502 чел.).

### Технические характеристики
| СДП1 | 96  | 226 | 320/400     | 98/85 | 26,06 |
| СДП2 | 76  | 192 | 2×320/2×400 | 52/46 | 29,06 |
| СДП3 | 139 | 347 | 2×320/2×400 | 90/65 | 43,59 |
| СДП4 | 202 | 502 | 2×320/2×400 | 98/85 | 58,12 |

## Конструкция
Автомотриса АС4А представляет собой двухосную самоходную единицу с одной кабиной. Автомотриса может работать по системе двух единиц. В кузове автомотрисы расположены машинное отделение, пассажирское отделение и два тамбура. Силовая установка состоит из дизеля типа 6V396TC4 или ЯМЗ-240Д и гидравлической передачи. Крутящий момент передается на обе ведущие оси.
Вагон ВС4А представляет собой двухосный вагон с кабиной управления. В кузове вагона расположены пассажирское отделение и два тамбура. Оборудование кабины управления идентично оборудованию кабины автомотрисы АС4А и позволяет вести управление при движении поезда вагоном вперед.
Вагон ВС4 представляет собой двухосный вагон, предназначенный для перевозки пассажиров. В кузове вагона расположены пассажирское отделение и два тамбура.